# Haminoea callidegenita
Haminoea callidegenita är en snäckart som beskrevs av Gibson och Liang Chi Chia 1989. Haminoea callidegenita ingår i släktet Haminoea och familjen Haminoeidae. Inga underarter finns listade i Catalogue of Life.